# Omegle
Omegle est un site web de messagerie instantanée automatisée (2009-2023). Il mettait en relation deux utilisateurs au hasard, de façon anonyme et sans obligation d'inscription préalable, dans une fenêtre de chat sous les pseudonymes de « You » et « Stranger ». Le site a été lancé le 25 mars 2009 par un adolescent américain de 18 ans, Leif K-Brooks, habitant à Brattleboro, aux États-Unis.
Le mot « Omegle » est inspiré du terme oméga, dont le symbole (Ω) superposé en diagonale dans un carré bleu apparaît auprès du logo du site.

## Historique
Peu après son lancement en mars 2009, Omegle comptait un total de 150 000 visites par jour. Les termes de « you » (en français « vous ») et « stranger » (« inconnu »), le slogan du site « Talk to Strangers! » (« Parlez aux inconnus ! ») ainsi que la phrase « Your conversational partner has disconnected » (« Votre partenaire de conversation est déconnecté »), ont contribué à la popularité du site.
Le type de chat que le site d'Omegle a popularisé est nommé stranger chat (discussion entre inconnus). Cette idée vient originellement d'AOL durant les années 1990.
Depuis le 14 mars 2010, Omegle proposait une fonction de visioconférence en alternative au chat textuel classique.
Jusqu’à 2020, Omegle était disponible en tant qu'application mobile laissant les utilisateurs discuter librement depuis un Android, un iPhone, un iPod Touch ou un appareil Palm fonctionnant sous WebOS.
Mais depuis 2020, elle ne sera donc plus proposée via l’App Store et Google Play qui a été retiré des magasins d'application d'Apple et Google pour contenu inappropriés et dangereux pour la sécurité des jeunes. Pour cette raison — entre autres —, le site fermera définitivement le 8 novembre 2023. Le créateur explique être émotionnellement, physiquement et monétairement épuisé de la « guerre » qu’il menait depuis des années. Depuis ce jour, le site affiche une image pour signifier la mort du site et montre également un long message du fondateur.

## Fonctionnement
Le site utilisait un logiciel anti-spam, connu sous CAPTCHA,[pas clair] qui prévenait périodiquement les usagers des messages de spam envoyés par des bots automatisés.
Les enfants de moins de 13 ans n’étaient pas autorisés à utiliser Omegle et les enfants de moins de 18 ans pouvaient y avoir accès uniquement avec l'accord des parents[réf. nécessaire]. Le site ne censurait aucun lien internet dangereux. La chaîne britannique BBC argumente : « Ce n'est pas un site approprié aux jeunes utilisateurs ».

## Controverse
Le principe du site soulève également des questions juridiques, notamment sur le droit à l'image et la diffusion de pornographie en ligne.
Comme sur beaucoup de sites de messagerie instantanée, les utilisateurs peuvent tomber sur des utilisateurs s'adonnant à des activités exhibitionnistes,. Le créateur du site déclare que la modération n'est pas parfaite mais qu'elle a « généré des rapports qui ont conduit à l'arrestation et la poursuite de nombreux prédateurs »,.